# Regősi Ádám
Regősi Ádám (Pécs, 1900. április – ?, 1969) Kossuth-díjas bányász, 1954-1957 között az Oroszlányi Szénbányák bányamestere, a Tatabányai Szénbányászati Tröszt volt üzemvezetője.

## Élete és munkássága
Pécsi, hatgyermekes bányászcsaládba született. Két fiútestvéréhez hasonlóan ő is 12 évesen állt munkába mint külszíni takarítófiú. 14 éves korától már föld alatti munkákat végzett csillés, segédvájár, majd vájár beosztásokban. Az aknásziskola elvégzését követően aknász, üzemaknász, majd főaknász lett. 1938 óta töltötte be a bányamester tisztséget. 1918-ban besorozták, de munkája miatt felmentették a katonai szolgálat alól. 1919-ben önként jelentkezett a Vörös Hadseregbe, a komlói demarkációs vonal őrszolgálatában vett részt. Két fia és egy lánya született.
1954-ben a Kossuth-díj bronz fokozatát adományozták neki „...a legöregebb, komoly víz-és  tűzveszélyes VI. akna vezetésében, a munka gépesítésében, és az új fejtési módok alkalmazása terén elért kiemelkedő eredményeiért.”